# Lancaster (hrabstwo Coös)
Lancaster – jednostka osadnicza w Stanach Zjednoczonych, w stanie New Hampshire, w hrabstwie Coös.